# Preußisches Judengesetz von 1847
Das preußische Judengesetz vom 23. Juli 1847, offiziell Gesetz über die Verhältnisse der Juden, regelte die Stellung der Juden in Preußen neu.
Das Gesetz schuf – als Fortführung des Judenedikts von 1812 – eine weitgehende Vereinheitlichung des bis dato geltenden Rechts. Die Provinz Posen mit ihrer größeren jüdischen Bevölkerung blieb davon jedoch ausgenommen.

## Ausgestaltung
Das Gesetz wurde zuvor im Ersten Vereinigten Landtag beraten. Eine wichtige Rolle spielte die Frage der Staatsämter. Die Neuregelung wurde schließlich ein Kompromiss zwischen Konservativen und Liberalen. Sie ermöglichte Juden die Übernahme von Staatsämtern, sofern diese nicht „richterliche, polizeiliche oder exekutive Gewalt“ beinhalteten und eröffnete ihnen den Zugang zu ordentlichen Professuren für die Fächer Medizin, Mathematik, Naturwissenschaften, Geographie und Sprachwissenschaft.
Das Gesetz ermöglichte eine dezentralisierte Verwaltung des jüdischen Gemeindewesens und gewährte den Gemeinden die Rechte einer Körperschaft des öffentlichen Rechts. Ihnen wurden also gewisse Hoheitsrechte zugestanden, insbesondere der so genannte Parochialzwang, also die Verpflichtung aller im Gemeindebezirk lebenden Juden, der Gemeinde anzugehören, das Recht der Gemeinde Steuern zu erheben mit Beitreibungszwang, sowie eine ordnungsgemäße Verwaltung mit dem Recht, ihre religiösen Angelegenheiten frei zu gestalten und ihre Amtspersonen selbst zu bestimmen. Zugleich verpflichtete das Gesetz dazu, Religionsunterricht zu erteilen: „Eine jede Synagogen-Gemeinde ist […] verbunden, solche Einrichtungen zu treffen, daß es keinem jüdischen Kinde während des schulpflichtigen Alters an dem erforderlichen Religionsunterricht fehlt“.
Außerdem bestimmte das Gesetz die Bewegungs- und Niederlassungsfreiheit der Juden.